# Mimomanes theclata
Mimomanes theclata là một loài bướm đêm trong họ Geometridae.